# Bundesstraße 192
De Bundesstraße 192 (ook wel B192) is een bundesstraße in de Duitse deelstaat Mecklenburg-Voor-Pommeren. De weg begint bij Zurow en loopt verder langs de stad Waren en verder naar Neubrandenburg. Ze is ongeveer 160 kilometer lang.

## Routebeschrijving
Bundesstraße 192 begint bij de afrit Zurow met de A20 en loopt langs Zurow, Reinstorf, Warin naar Brüel waar de B104 aansluit, vanaf hier loopt ze verder naar Sternberg, waar ze afbuigt en loopt door Dobbertin. verder via Goldberg waar de B392 aansluit, Karow en Alt Schwerin naar de afrit Malchow waar ze aansluit op de A19
Vervanging
Tussen afrit Malchow en afrit Waren (Müritz) is ze vervangen door de A19.
Voortzetting
Vanaf de afrit Waren (Müritz), langs Malchow naar Waren,  Groß Plasten waar de B19 aansluit en Penzlin waar de B193 aansluit naar Neubrandenburg, waar ze eindigt op een kruising met de B104.

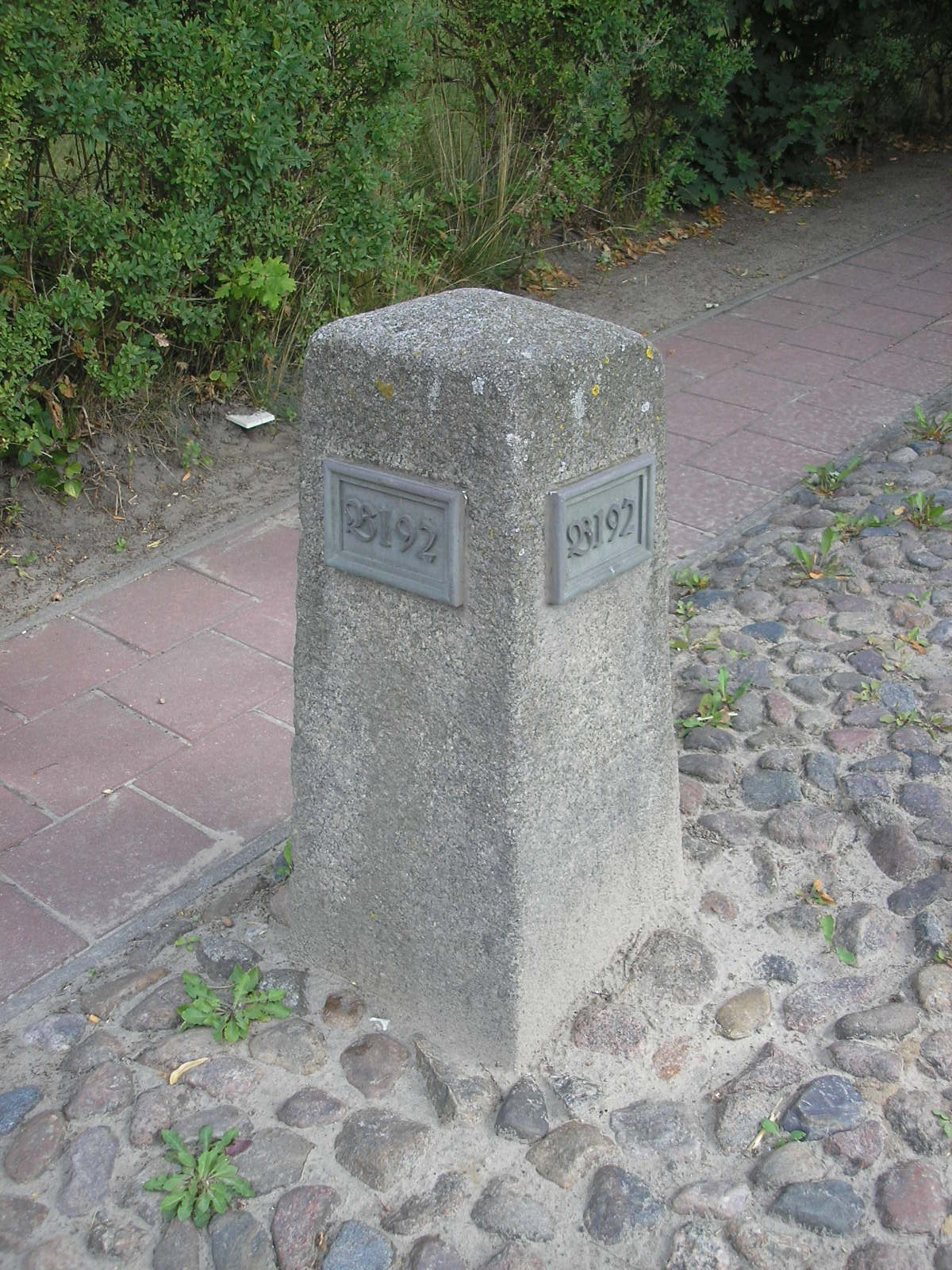
Afstandssteen in Goldberg
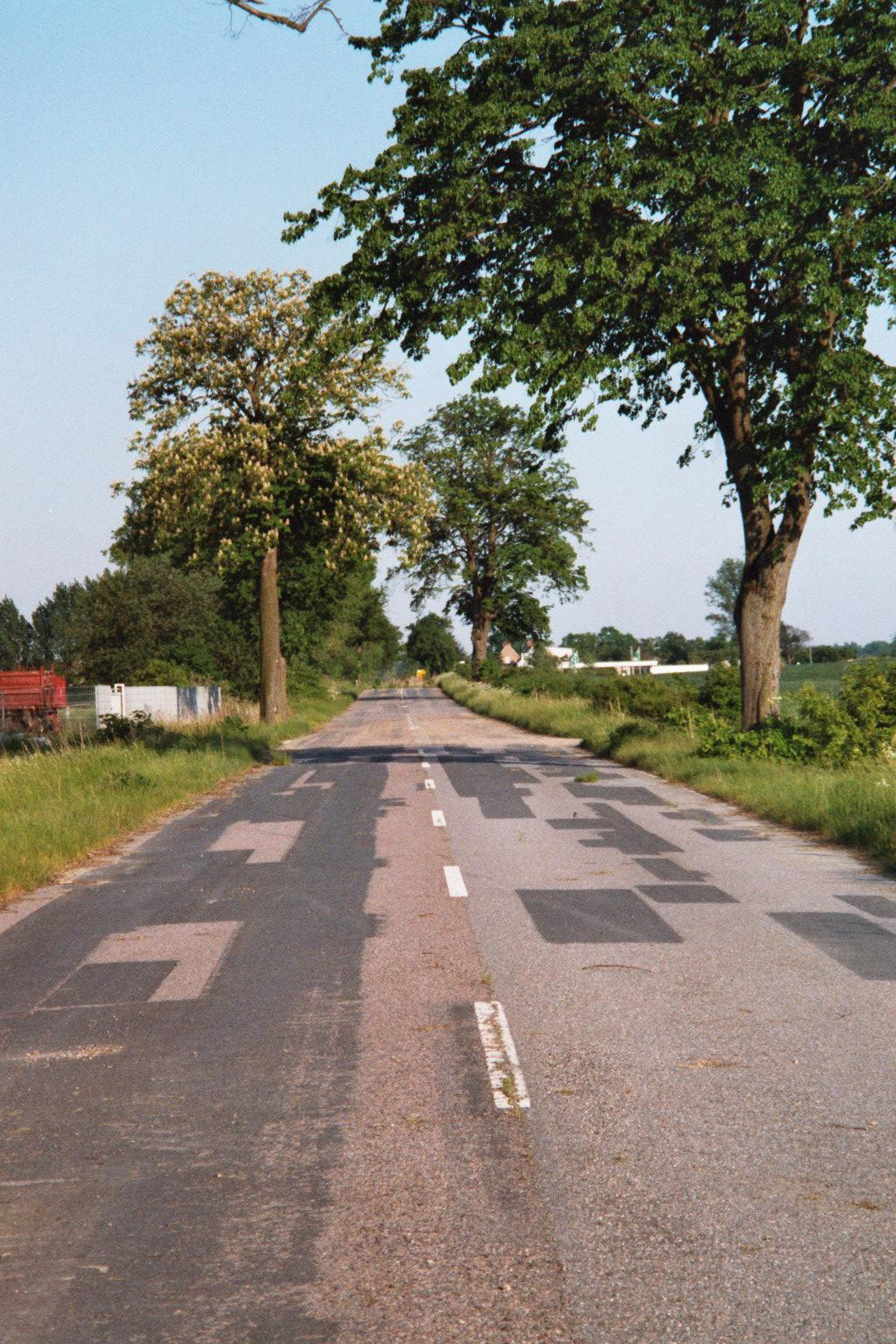
Overblijfselen van de B192 na de bouw van de randweg om Penzlin

B1 · B2 · B4 · B5 · B75 · B76 · B77 · B87 · B96 · B96a · B96b · B97 · B101 · B102 · B103 · B104 · B105 · B106 · B107 · B108 · B109 · B110 · B111 · B112 · B112n · B113 · B115 · B122 · B156 · B158 · B166 · B167 · B168 · B169 · B179 · B182 · B183 · B187 · B188 · B189 · B190n · B191 · B192 · B193 · B194 · B195 · B196 · B197 · B198 · B199 · B200 · B201 · B202 · B203 · B204 · B205 · B206 · B207 · B208 · B209 · B246 · B320 · B321 · B404 · B430 · B431 · B432 · B434 · B435 · B495 · B501 · B502 · B503